# Michał Walczak (dziennikarz)
Michał Walczak (ur. 15 sierpnia 1936 w Łodzi, zm. 22 listopada 2006, tamże) – polski dziennikarz.

## Życiorys
Ukończył naukę III Liceum Ogólnokształcącym im. Tadeusza Kościuszki w Łodzi, a następnie studia Wydziale Prawa Uniwersytetu Łódzkiego (1958). Początkowo, jako student, pracował w redakcji sportowej Rozgłośni Polskiego Radia, następnie zaś w redakcji łódzkiego Expressu Ilustrowanego (1956–1965), gdzie w 1961 został kierownikiem działu miejskiego gazety. W latach 1965–1990 pracował w Łódzkim Ośrodku Telewizyjnym, początkowo odpowiadając za programy satyryczne i sportowe oraz będąc redaktorem Łódzkich Wiadomości Dnia. Ponadto był autorem programu W przestworzach, czyli ciekawe opowieści lotników. W latach 1974–1985 był redaktorem naczelnym Łódzkiego Ośrodka Telewizyjnego, następnie zaś korespondentem Polskiego Radia i Telewizji w Paryżu (1985–1990).
Został Pochowany na cmentarzu komunalnym Doły w Łodzi (kwatera: 32, rząd: 1, grób: 18).

## Wyróżnienia
- Nagroda Zarządu Łódzkiego Związku Młodzieży Socjalistycznej (1967)[5]
- Honorowa Odznaka Miasta Łodzi (1969)[6]